# Laures Bauwens
Laures Bauwens (15 juni 1999) is een Belgische atlete, die gespecialiseerd is in het hordelopen en de sprint. Zij werd eenmaal Belgisch kampioene.

## Loopbaan
Bauwens was in de jeugd vooral gespecialiseerd in de sprint. In 2015 nam ze deel aan het Europees Olympisch Jeugdfestival in Tbilisi. Op de 200 m greep ze met een vierde plaats nipt naast een medaille. Met de Belgische estafetteploeg won ze een bronzen medaille op de 4 × 100 m. Het jaar nadien behaalde ze in dezelfde stad een vijfde plaats op de 200 m tijdens de Europese kampioenschappen U18. Op de EK U20 van 2017 in Grosseto behaalde ze een zesde plaats op de 4 × 100 m. Nationaal behaalde ze op Belgische kampioenschappen tweemaal een medaille op de 100 m.
Vanaf 2022 verlegde Bauwens haar focus naar het hordelopen. In 2023 werd ze voor het eerst Belgisch indoorkampioene op de 60 m horden. 
horden.
Bauwens is aangesloten bij Racing Gent. Met het estafetteteam van die club verbeterde ze in 2020 het Belgisch indoorrecord op de 4 × 200 m.  

## Belgische kampioenschappen
Indoor
| Onderdeel   | Jaar |
| ----------- | ---- |
| 60 m horden | 2023 |

## Persoonlijke records
Outdoor
| Onderdeel    | Prestatie | Wind     | Datum            | Plaats  |
| ------------ | --------- | -------- | ---------------- | ------- |
| 100 m        | 11,68 s   | +0,3 m/s | 29 juni 2024     | Brussel |
| 200 m        | 23,85 s   | -0,1 m/s | 2! augustus 2024 | Ninove  |
| 100 m horden | 13,49 s   | +1,7 m/s | 30 juni 2024     | Brussel |

Indoor
| Onderdeel   | Prestatie | Datum            | Plaats |
| ----------- | --------- | ---------------- | ------ |
| 60 m        | 7,50 s    | 26 december 2024 | Gent   |
| 200 m       | 23,93 s   | 8 februari 2025  | Gent   |
| 60 m horden | 8,23 s    | 23 februari 2025 | Gent   |

## Palmares

### 100 m
- 2018:  BK AC – 11,99 s
- 2019:  BK AC – 11,96 s

### 200 m
- 2015: 4e EJOF  in Tbilisi – 24,60 s
- 2016: 5e EK U18 in Tbilisi – 24,18 s

### 60 m horden
- 2023:  BK indoor AC – 8,49 s
- 2024:  BK indoor AC – 8,40 s
- 2025:  BK indoor AC – 8,23 s

### 4 x 100 m
- 2015:  EJOF in Tbilisi – 46,78 s
- 2017: 6e EK U20 in Grosseto – 45,28 s